# 巴黎條約 (1229年)
1208年，教宗依諾增爵三世發起一場十字軍對付在法國南部的卡特里派信徒，即阿爾比十字軍。卡特里派受到土魯斯伯爵雷蒙七世的保護，因此十字軍也攻打图卢兹伯国。1229年戰爭結束，以十字軍的勝利作收。
1229年4月12日，雷蒙七世與法國國王路易九世（當時路易九世尚年幼，由其母親、攝政王后卡斯蒂利亞的布蘭卡代表）簽署和平條約。條約要求：
- 雷蒙七世的女兒讓娜（英语：Joan, Countess of Toulouse）與路易九世的弟弟阿爾方斯·德·普瓦捷結婚
- 雷蒙七世將戰爭時佔領的普羅旺斯伯國部分地區歸還給天主教會
- 土魯斯伯國一半領土劃入法國王權，剩下一半的領土在雷蒙七世死後由讓娜與阿爾方斯繼承
- 雷蒙七世向路易九世宣誓效忠[1]